# Acalypha multiflora
Acalypha multiflora är en törelväxtart som först beskrevs av Paul Carpenter Standley, och fick sitt nu gällande namn av Radcl.-sm.. Acalypha multiflora ingår i släktet akalyfor, och familjen törelväxter. Inga underarter finns listade i Catalogue of Life.